# コーラン廃棄事件
コーラン廃棄事件（コーランはいきじけん）は、2001年（平成13年）5月21日に、日本の富山県射水郡小杉町（現：射水市）でイスラーム教の聖典であるコーランが破り捨てられた事件。
当初は右翼団体による犯行が疑われたものの、半年にわたる捜査のすえ個人的な恨みに基づく単独犯であることが判明した。しかし、事件発生直後から在日パキスタン人をはじめ全国でムスリムによる抗議運動が発生し、外務報道官が談話を発表した。また、国会では衆議院議員の首藤信彦が事件について質問し、当時の内閣総理大臣の小泉純一郎が答弁を行った。

## 呼称
民主党の衆議院議員であった首藤信彦によって行われた国会質問においてはこの事件はコーラン廃棄事件と呼称されている。このほか、コーラン破棄事件、富山コーラン事件といった呼称があるほか、外務省の外務報道官は「富山県におけるコーランの破損事件」と呼称している。

## 背景
富山県射水郡小杉町にパキスタン人が経営する中古車販売店が初めてできたのは、1991年（平成3年）の秋だった。事件発生当時には、小杉町の国道8号線沿いにはパキスタン人が経営する中古車販売店が27軒あった。
2000年（平成12年）頃から、小杉町では宗教に反対する旨のビラが配布され始めたほか、パキスタン人が経営する中古車販売店の前で不法外国人排斥を訴える右翼の街頭活動が行われていた。そうした活動が行われるたびにパキスタン人団体は富山県警察の小杉警察署に取り締まりを求めていた。

## 事件の発生
2001年（平成13年）5月21日午前8時30分頃、小杉町白石の国道8号線沿いにあるパキスタン人が経営する中古車販売店の店先で、コーランやハディース合計3冊が鋭い刃物のようなもので切り裂かれ、捨てられているのを来店者が発見した。また、そばにはムスリムを侮蔑するリーフレットが置かれていた。捨てられていたコーランはアラビア語で書かれ、パキスタンの公用語であるウルドゥー語の訳が付いていたものだった。これらのコーランやハディースは、礼拝所として用いられていた小杉町稲積にあるプレハブ小屋に置かれていたもので、2001年3月末にはこの礼拝所からコーラン6冊とハディース12冊が盗まれていた。
店舗の経営者は小杉警察署に届け出を行い、同署は経営者などから事情を聴いていた。

## ムスリムによる抗議
事件が起きた直後からムスリムは携帯電話や電子メールを用いて日本全国のムスリムと連絡を取り、小杉町への集結を呼び掛けた。事件の翌日である22日の午前10時ごろからは富山県内や東京や大阪、愛知、栃木などから駆け付けたムスリムおよそ250人が小杉警察署の前に集まった。警察署の前ではムスリムがマイクでシュプレヒコールを繰り返したほか、警察署に入ろうとしておよそ2時間にわたり警察官と押し問答になった。その後、ムスリムは富山市にある富山県警察本部に移動し、代表の7人が事件の早期解決を訴えた。また、富山県庁や富山市役所も訪れ、再発防止策を求めた。こうした抗議活動には駐日パキスタン大使館の職員も加わっていた。こうしたムスリムの要請に対し、富山県警察も捜査を約束し、目撃者の発見に全力を挙げるとした。また、駐日パキスタン大使館は24日までに外務省に対して事件の捜査と再発防止を求める申し入れを行った。
5月25日には東京の渋谷区にある東京ジャーミイを起点としておよそ350人のムスリムが「コーランを破った人を1日も早く捕まえろ」などと書かれたプラカードを掲げておよそ500メートルのデモ行進を行い、近所の公園で抗議集会を行った。また、千代田区にある日比谷公園においても抗議集会が行われた。この抗議集会ののち、在日パキスタン協会の会長らが外務省に対して申し入れを行った。

## 日本政府・国会の対応
5月25日、外務省の外務報道官は談話を発表し、この事件においてムスリムの感情が傷つけられたことに対して遺憾の意と同情の念を示すとともに警察による早期の解決を期待しているという発表を行った。
6月13日には第151回国会において、民主党の衆議院議員であった首藤信彦が事件を受けて政府に対して以下の質問を行った。
1. 外務大臣の対応
2. 外務省の対応
3. 日本におけるイスラーム社会及びイスラーム文化への対応
  1. 日本社会との摩擦[注釈 2]
  2. 摩擦を軽減するための対応
  3. 対話の促進[注釈 3]

7月10日、これらの質問に対し、内閣総理大臣であった小泉純一郎は以下のように答弁を行った。
1. イスラーム世界との人的交流や各種セミナーの開催などを積極的に行い、イスラムおよびイスラーム社会に対する理解増進に努める
2. 在日パキスタン人協会などの外務省への申し入れを受け、外務省は申し入れの内容を警察当局に伝えるとともに外務報道官による談話を発表した。
3. 以下のように回答する
  1. 日本国内に在留するムスリムの人数は把握していない
  2. 2000年3月に外務省内にはイスラームの有識者などからなる研究会が設置されており、この研究会の報告によってイスラームおよびイスラーム社会への理解が増進されることが期待される。また、研究会の提言を受け、イスラーム世界との人的交流や各種セミナーの開催などを積極的に行う考えである。
  3. 河野外務大臣は、政治経済の分野における協力を進化させるとともに、イスラーム世界との文明対話の促進、湾岸諸国に対する水資源開発の支援及びアジア全体の政治経済の問題などを含む幅広い政策対話の促進を柱に積極的な協力を具体化させたい旨を提案した。

## 事件の解決
富山県警察は犯人が右翼団体との繋がりがあるか捜査していたが、2001年10月13日、富山県警察は20代の日本人女性を窃盗の疑いを逮捕・送検した。警察の取り調べに対して女性は、父親と仲が悪かったため騒ぎを起こして困らせようと思ったと供述しており、警察は、動機に宗教的・思想的な背景はないと結論付けた。女性は起訴され、同年11月19日に富山地方裁判所で初公判が行われた。公判は即日結審し、懲役1年、執行猶予3年の有罪判決となった。
犯人が女性だったことや、動機が幼稚なものだったことから、事件解決後、ムスリム側はこの事件を特に問題にすることはなかった。